# روزنامه سان شهر نیویورک
سان (انگلیسی: The Sun)یک روزنامه نیویورکی بود که از سال ۱۸۳۳ تا ۱۹۵۰ منتشر می‌شد. این یک روزنامه جدی به حساب می‌آمد.